# SN 1995X
SN 1995X – supernowa typu II odkryta 3 sierpnia 1995 roku w galaktyce UGC 12160. W momencie odkrycia miała maksymalną jasność 18,00m.